# Zdobnice
Zdobnice (jednotné číslo, německy Stiebnitz) je obec, která se nachází v okrese Rychnov nad Kněžnou v Královéhradeckém kraji. Leží v údolí stejnojmenné říčky 13 km severovýchodně od Rychnova nad Kněžnou a 40 km východně od Hradce Králové. Žije zde 169 obyvatel.
V zimě jsou zde v provozu tři lyžařské vleky.

## Historie
První písemná zmínka o vesnici pochází z roku 1550.

## Obyvatelstvo
| Rok            | 1869  | 1880  | 1890  | 1900  | 1910  | 1921  | 1930  | 1950 | 1961 | 1970 | 1980 | 1991 | 2001 | 2011 | 2021 |
| -------------- | ----- | ----- | ----- | ----- | ----- | ----- | ----- | ---- | ---- | ---- | ---- | ---- | ---- | ---- | ---- |
| Počet obyvatel | 3 123 | 3 133 | 3 297 | 2 841 | 2 707 | 2 348 | 2 116 | 258  | 315  | 288  | 247  | 184  | 155  | 155  | 156  |
| Počet domů     | 454   | 491   | 503   | 518   | 573   | 559   | 572   | 488  | 69   | 63   | 55   | 69   | 41   | 43   | 59   |

## Přírodní poměry
Ve východní části obce leží přírodní rezervace Pod Zakletým a přírodní památka Rašeliniště pod Pětirozcestím. Na západní straně obce, na území vesnice Kačerov, se nachází přírodní rezervace Kačerov a stejnojmenná přírodní památka.

## Členění obce
Obec se nečlení na místní části, ale má pět katastrálních území: Velká Zdobnice, Malá Zdobnice, Kačerov u Zdobnice, Kunčina Ves u Zdobnice, Souvlastní. Těm odpovídá pět základních sídelních jednotek s mírně odlišnými názvy: Zdobnice, Zdobnička, Kačerov, Kunčina Ves a Souvlastní.

## Pamětihodnosti
- kostel Dobrého pastýře
- most se sochou Panny Marie, před kostelem
- Kunštátská kaple, na hřebenu Orlických hor pod kótou 1035
- Jihovýchodně od obce stojí kaple svaté Anny s křížovou cestou, opravená roku 2003.
- Schmidtův mlýn a pila (pila zachována)

## Galerie

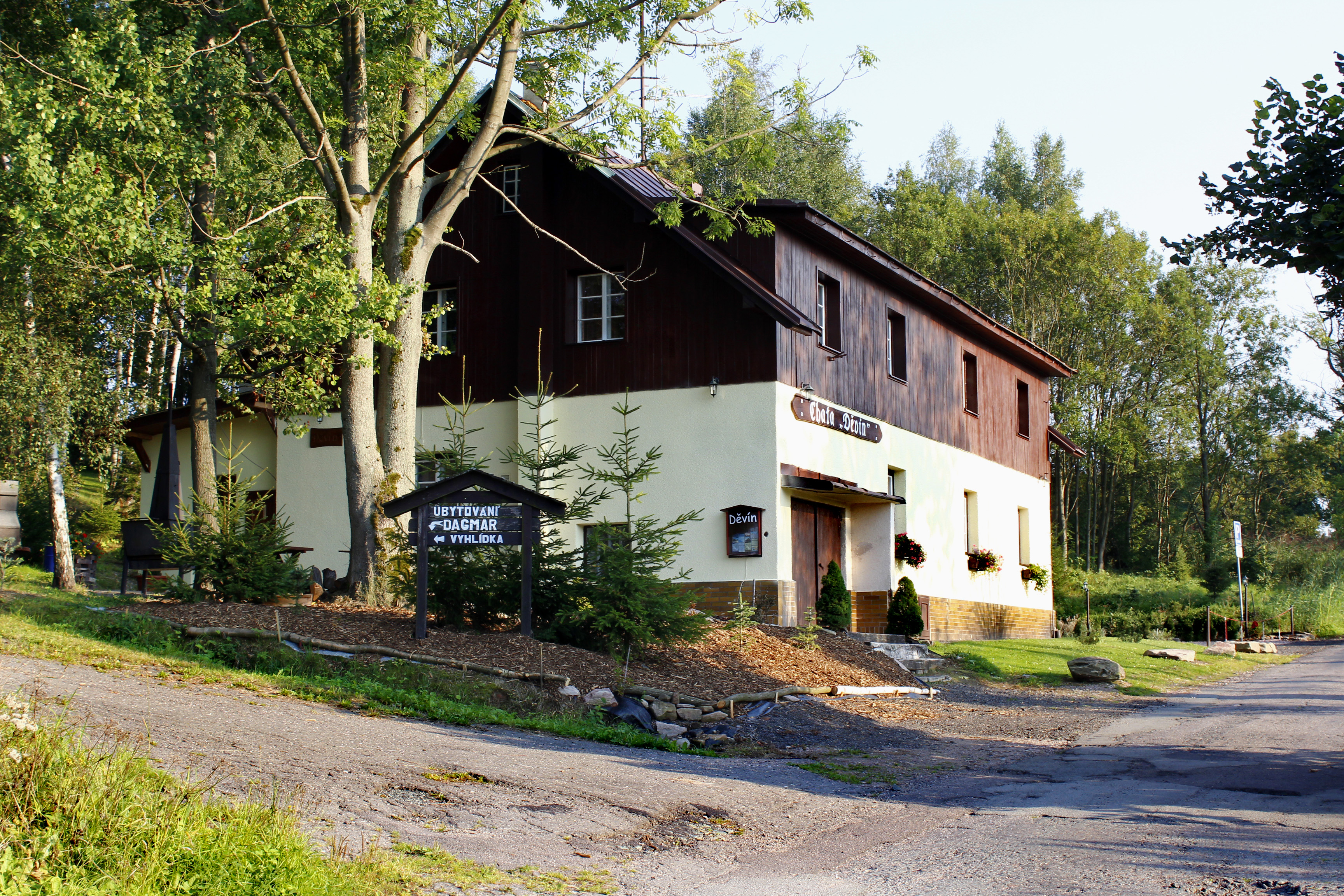
Chata na východě
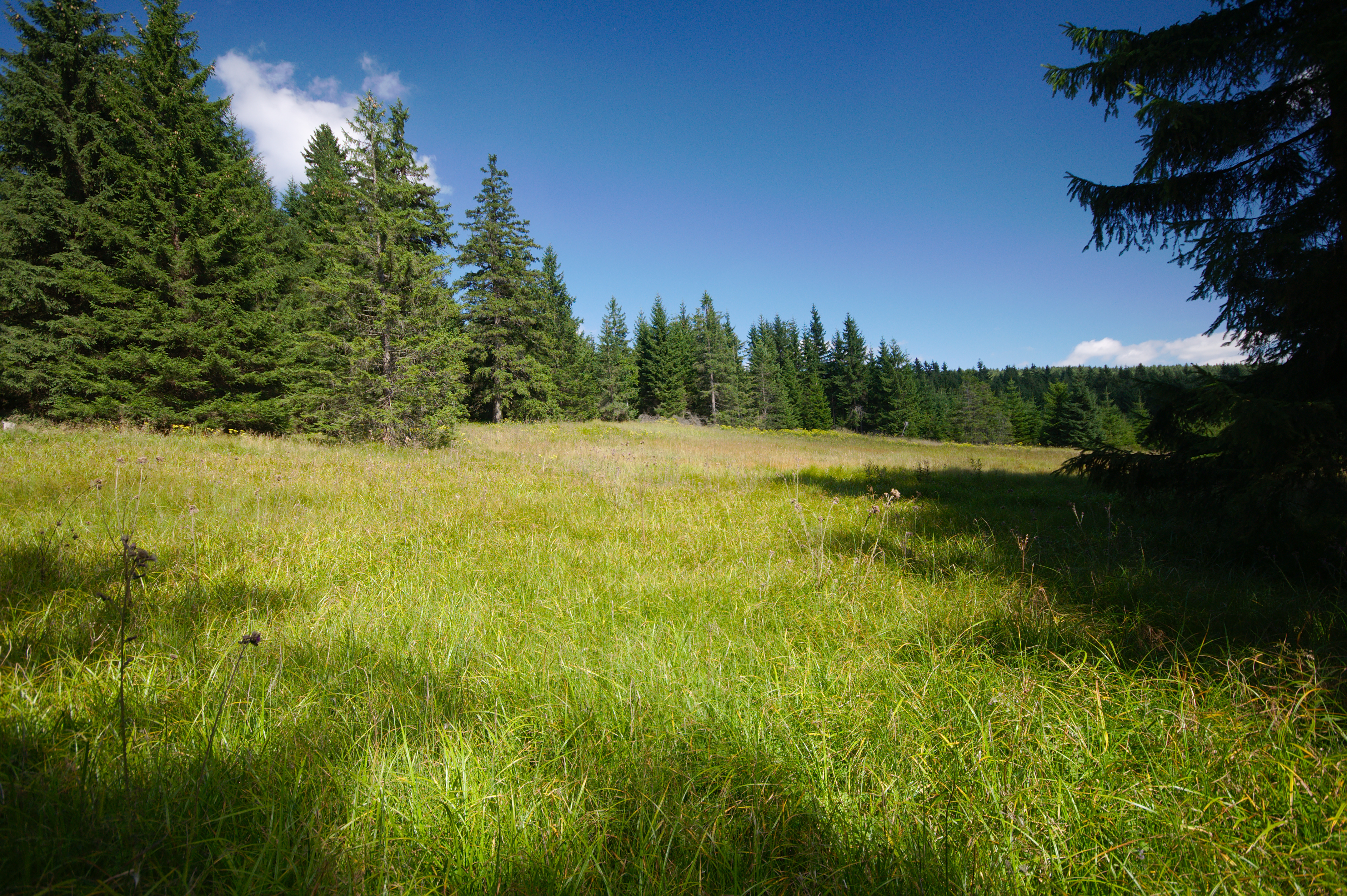
Rašeliniště pod Pětirozcestím
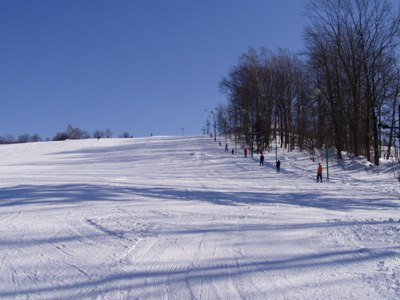
Sjezdovky nad obcí
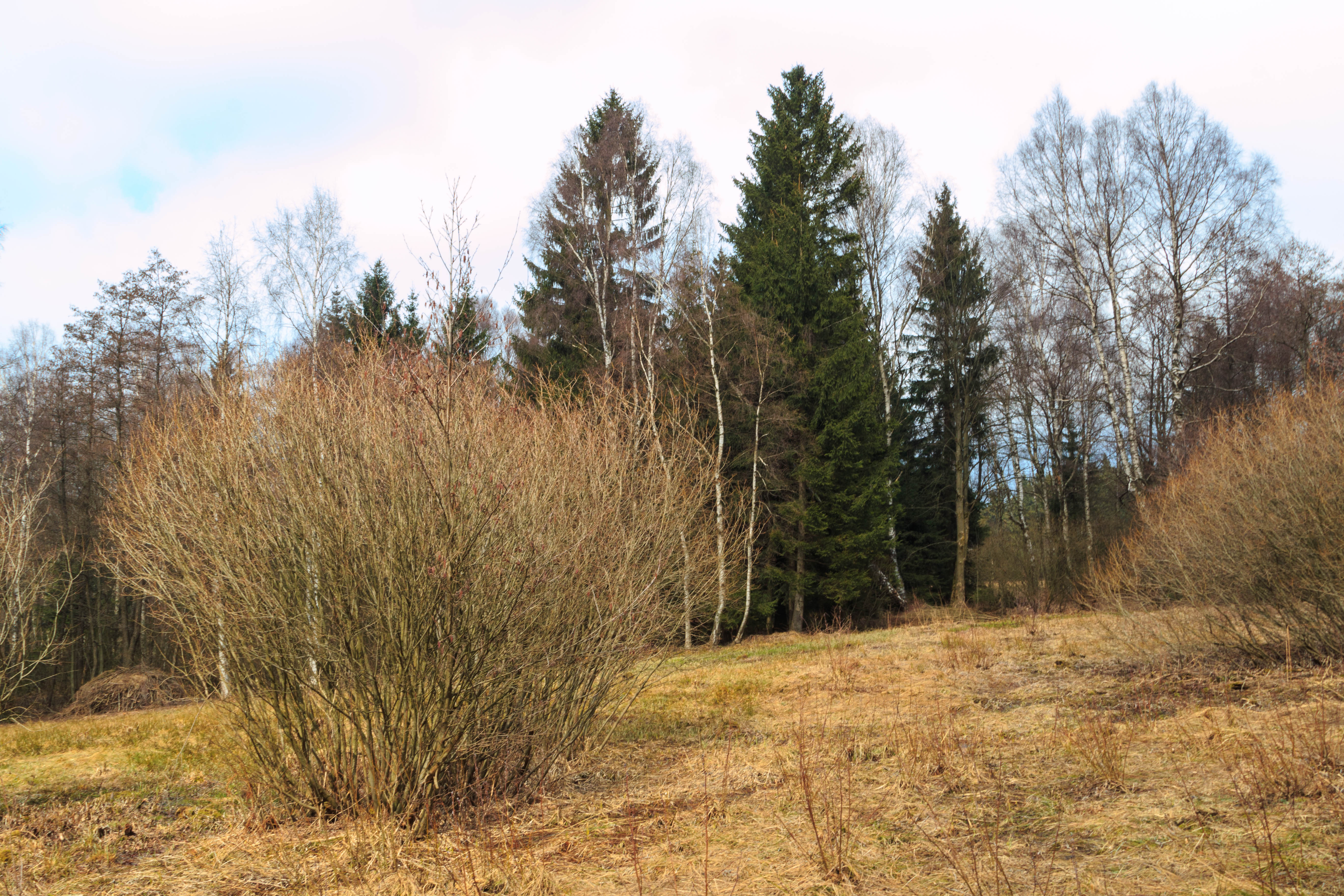
Přírodní rezervace Kačerov
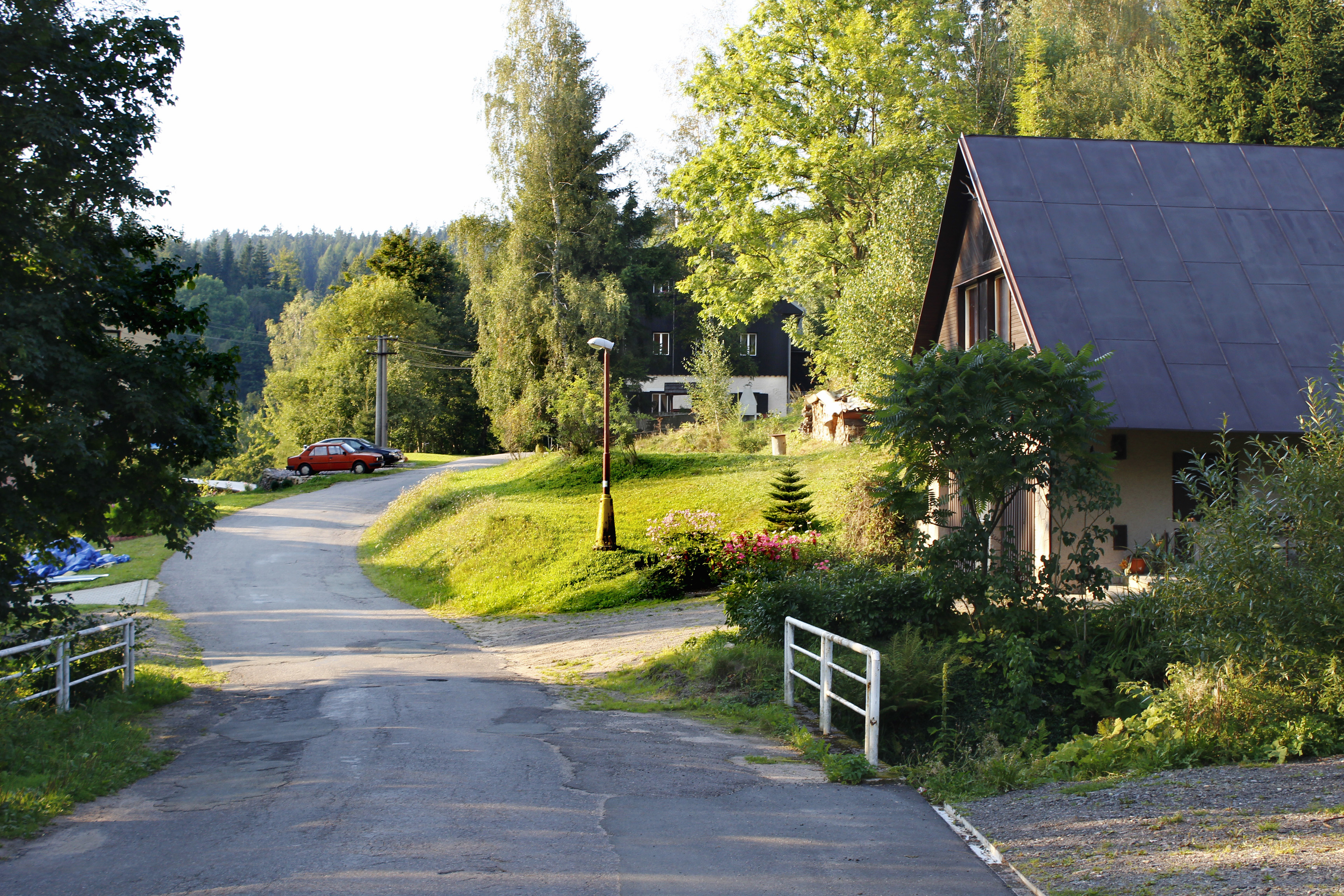
Střed vesnice
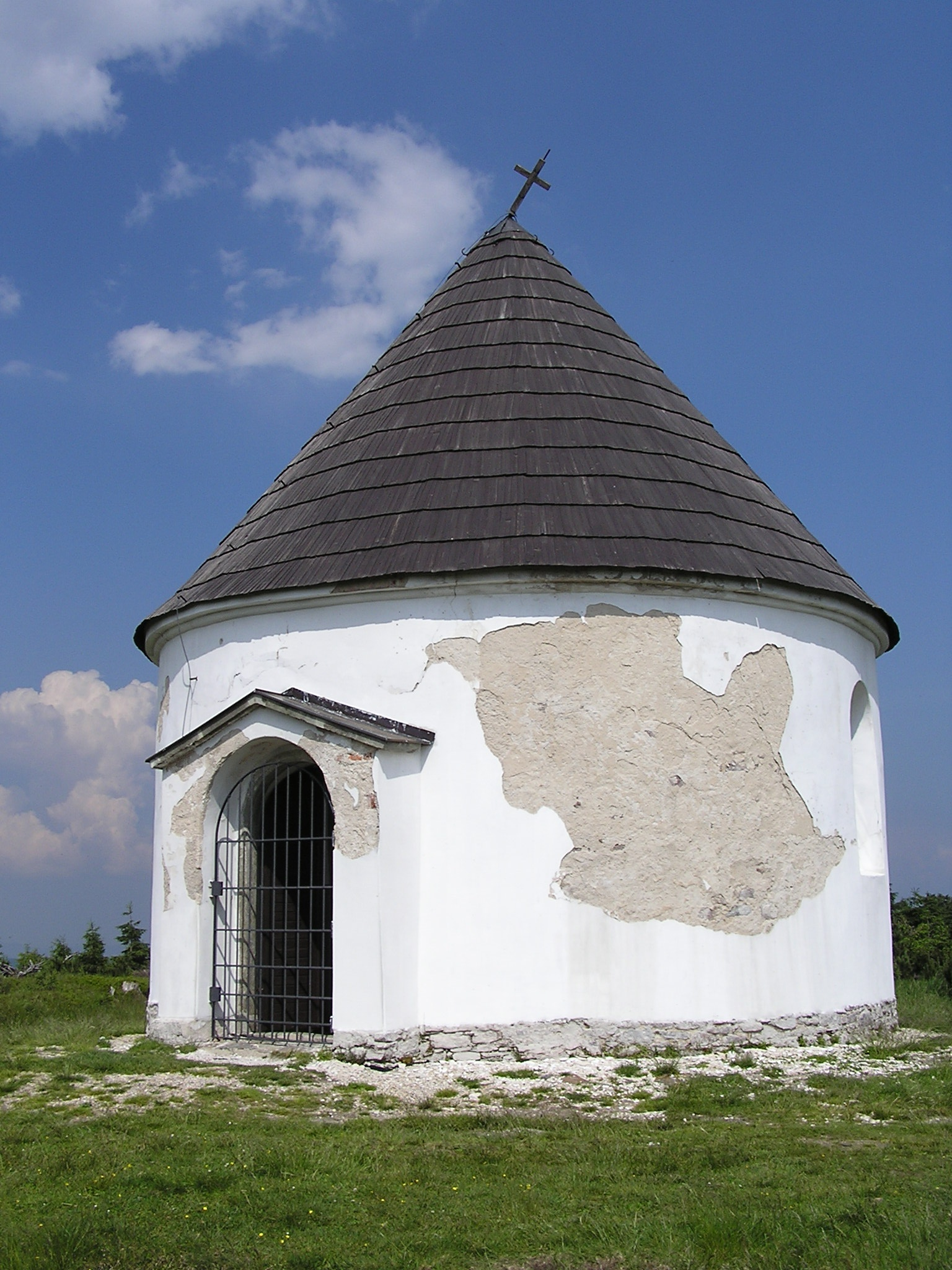
Kunštátská kaple